# 大原野神社
大原野神社（日语：大原野神社）是一座位於日本京都市西京區大原野的神社。是二十二社（中七社）之一、舊社格為官幣中社（現神社本廳的別表神社）。大原野神社的歷史可以追溯至784年。850年時修建了社殿。

## 關連項目
- 春日大社

## 外部連結
- 大原野神社 （页面存档备份，存于）